# عبدالله الاسطا
عبدالله الاسطا (انگلیسی: Abdullah Al Asta؛ زادهٔ ۲۴ اوت ۱۹۸۶) یک بازیکن فوتبال اهل عربستان سعودی است.
از باشگاه‌هایی که در آن بازی کرده‌است می‌توان به باشگاه فوتبال الشباب عربستان سعودی اشاره کرد.